# Tommy Walker
Pour les articles homonymes, voir Walker.
Thomas Walker (OBE), couramment appelé Tommy Walker, est un footballeur international puis entraîneur écossais, né le 26 mai 1915, à Livingston et mort le 11 janvier 1993 à Édimbourg. Il évolue au poste d'attaquant et est principalement connu pour avoir été joueur puis entraîneur d'Heart of Midlothian. 
Il compte 21 sélections pour 9 buts inscrits en équipe d'Écosse. Il fait partie du Scottish Football Hall of Fame, depuis 2006, lors de la troisième session d'intronisation.

## Biographie

### Carrière en club
Natif de Livingston, Tommy Walker ambitionnait de devenir pasteur de l'Église d'Écosse, mais son habileté au football l'amena à être repéré dès son plus jeune âge par les recruteurs écossais, notamment ceux de Heart of Midlothian qui l'ont intégré à l'équipe dès ses 16 ans en février 1932. Toutefois, comme il n'était alors pas légal pour un club de faire signer un joueur de moins de 17 ans, Walker continua de jouer avec un club de jeunes, le Linlithgow Rose F.C. (en), jusqu'au jour de son 17e anniversaire où il signa officiellement pour Hearts.
Il devint un joueur essentiel de l'équipe, qui refusa une proposition de 12 000 £ de la part d'Arsenal (ce qui aurait alors constitué un record mondial) puis une autre de Liverpool, notamment en raison d'une menace de boycott des supporteurs de Hearts face à cette éventualité. Le club décida de faire de Walker son marquee player : à cette époque, les salaires des joueurs professionnels étaient encadrés par la ligue et ne pouvaient dépasser un certain montant, sauf pour un seul joueur par équipe (le marquee player) pour lequel aucune limite ne s'appliquait.
Le début des hostilités de la Seconde Guerre mondiale amena à l'interruption du championnat d'Écosse et Walker s'engagea dans l'armée où il reçut le grade de sergent dans le 61 (City of Edinburgh) Signal Regiment (en), au sein du Royal Corps of Signals. Plus tard pendant la guerre, il fut stationné à Londres et commença à fréquenter le club de Chelsea pour lequel il s'engagea après l'armistice, Chelsea déboursant la somme de 6 000 £ à Heart of Midlothian.
Après deux saisons à Londres, Walker retourna à Hearts, avec la double casquette de joueur et d'assistant à l'entraîneur, David McLean (en). Il ne joua qu'un seul match officiel, préférant se concentrer sur son rôle d'encadrement. Ses statistiques avec le club écossais affichent un ratio incroyable de 192 buts en 171 matches.
La mort soudaine de McLean amena Walker à prendre les rênes de l'équipe première et fut le début de la période la plus vaste du club, construite autour d'un noyau de joueurs talentueux, connus sous le nom de Terrible Trio, Alfie Conn, Sr. (en), Willie Bauld et Jimmy Wardhaugh, et d'un joueur recruté par Walker, Dave Mackay, qui allait devenir l'âme et le meneur de l'équipe.
En remportant la Coupe de la Ligue écossaise en 1954, Walker mit fin à une période de 48 années sans titre, enchaînant ensuite avec une Coupe d'Écosse en 1956 et un titre de champion en 1957-58, le troisième pour Hearts et le premier depuis la fin du XIXe siècle. À cette occasion, ils battirent les records d'alors de nombre de points marqués, de buts marqués et de différence de buts.
Trois autres Coupes de la Ligue (1959, 1960 et 1962 et un autre titre de champion (1959-60) viennent compléter les premiers succès.
Toutefois, après la saison 1964-65 qui a vu Hearts perdre le titre, à la différence de buts, au profit de Kilmarnock à la suite d'une défaite lors de la dernière journée, ce dont Walker eut du mal à se remettre, et une saison suivante décevante, Walker démissionna de son poste.
Il rejoignit alors rapidement Dunfermline Athletic quelques mois dans un rôle administratif, avant de retrouver un poste d'entraîneur à Raith Rovers pendant deux années marquées par une lutte pour ne pas être relégué. Il mit alors un terme définitif à sa carrière d'entraîneur.
En 1974, l'année du centenaire de Hearts, il rejoignit le bureau directeur de son club de cœur pendant trois années.

### Carrière internationale
Tommy Walker reçoit 21 sélections (20 avant la guerre et une après) pour l'équipe d'Écosse (la première, le 21 novembre 1934, pour une défaite 3-2, au Pittodrie Stadium d'Aberdeen, contre le pays de Galles en British Home Championship, la dernière le 15 mai 1946, pour une victoire 3-1, à l'Hampden Park de Glasgow, contre la Suisse en match amical). Il inscrit 9 buts lors de ses 21 sélections dont un doublés.
Il participe avec l'Écosse à tous les British Home Championships de 1935 à 1939.

#### Buts internationaux
| no | Date             | Lieu                          | Adversaire     | Évolution | Score final | Compétition               |
| -- | ---------------- | ----------------------------- | -------------- | --------- | ----------- | ------------------------- |
| 1  | 13 novembre 1935 | Tynecastle Stadium, Édimbourg | Irlande        | 1-0       | 2-1         | British Home Championship |
| 2  | 4 avril 1936     | Wembley, Londres              | Angleterre     | 1-1       | 1-1         | British Home Championship |
| 3  | 2 décembre 1936  | Dens Park, Dundee             | Pays de Galles | 1-1       | 1-2         | British Home Championship |
| 4  | 9 avril 1938     | Wembley, Londres              | Angleterre     | 1-0       | 1-0         | British Home Championship |
| 5  | 21 mai 1938      | Stade olympique, Amsterdam    | Pays-Bas       | 3-1       | 3-1         | Match amical              |
| 6  | 8 octobre 1938   | Windsor Park, Belfast         | Irlande        | 2-0       | 2-0         | British Home Championship |
| 7  | 9 novembre 1938  | Tynecastle Stadium, Édimbourg | Pays de Galles | 2-2       | 3-2         | British Home Championship |
| 8  | 9 novembre 1938  | Tynecastle Stadium, Édimbourg | Pays de Galles | 3-2       | 3-2         | British Home Championship |
| 9  | 7 décembre 1938  | Ibrox Park, Glasgow           | Hongrie        | 1-0       | 3-1         | Match amical              |

## Palmarès

### Comme joueur
- Heart of Midlothian :
  - Vice-champion d'Écosse en 1937-38
  - Vainqueur de la Rosebery Charity Cup (en) en 1933

### Comme entraîneur
- Heart of Midlothian :
  - Champion d'Écosse en 1957-58 et 1959-60
  - Vainqueur de la Coupe d'Écosse en 1956
  - Vainqueur de la Coupe de la Ligue écossaise en 1954, 1958, 1959 et 1962